# Віллінг (Нью-Йорк)
Віллінг (англ. Willing) — місто (англ. town) в США, в окрузі Аллегені штату Нью-Йорк. Населення — 1281 особа (2020).

## Демографія
Згідно з переписом 2010 року, у місті мешкало 1228 осіб у 528 домогосподарствах у складі 372 родин. Було 680 помешкань
Расовий склад населення:
| - 98,0 % — білих - 0,6 % — чорних або афроамериканців - 0,5 % — корінних американців - 0,3 % — азіатів |

До двох чи більше рас належало 0,5 %. Частка іспаномовних становила 0,9 % від усіх жителів.
За віковим діапазоном населення розподілялося таким чином: 20,5 % — особи молодші 18 років, 59,4 % — особи у віці 18—64 років, 20,1 % — особи у віці 65 років та старші. Медіана віку мешканця становила 46,9 року. На 100 осіб жіночої статі у місті припадало 99,7 чоловіків;  на 100 жінок у віці від 18 років та старших — 97,2 чоловіків також старших 18 років.
Середній дохід на одне домашнє господарство  становив 58 887 доларів США (медіана — 42 596), а середній дохід на одну сім'ю — 67 230 доларів (медіана — 53 750). Медіана доходів становила 46 382 долари для чоловіків та 33 333 долари для жінок. За межею бідності перебувало 22,2 % осіб, у тому числі 39,2 % дітей у віці до 18 років та 19,1 % осіб у віці 65 років та старших.
Цивільне працевлаштоване населення становило 609 осіб. Основні галузі зайнятості: освіта, охорона здоров'я та соціальна допомога — 23,5 %, виробництво — 20,0 %, мистецтво, розваги та відпочинок — 13,3 %, будівництво — 8,9 %.